# ノルテ (ポルトガル)
ノルテ地方 （Região Norte, IPA: [ʁɨʒiˈɐ̃w ˈnɔɾt(ɨ)];）は、ポルトガル北部の地方である。密集した植生と、歴史・文化に富んだ地域である。中心都市はポルト。2011年現在での地方内の人口は3,689,713人である。

## 歴史
先史時代から定住者がいた。彼らはコア谷に石窟芸術を残している。ノルテ地方でポルトガル初代国王アフォンソ1世が12世紀に生まれ、ここから南部に向かってレコンキスタが進み領土を拡大していった。ノルテには紋章のあるマナー・ハウスや建物が多くある。郷土料理は種類に富み、ヴィーニョ・ベルデなどのワインもある。郷土色溢れる装飾品として、繊細な金細工フィリグリンという工芸品がある。

## 地理
国内最長の道路（リスボンからポルトへはA1号線）が、コスタ・ヴェルデの中心ブラガへ向けてつらぬく（A3号線）。ヴィラ・ド・コンデからヴァレンサまで海岸沿いの道路を通ると、リゾート地である砂浜や、カミーニャやヴィラ・ノヴァ・デ・セルヴェイラのような絵のように美しい村に出会う。ペナダ＝ゲレス国立公園、モンテシーニョ国立公園、アルヴァオン国立公園や2つの世界遺産アルト・ドウロ・ワイン生産地域、コア渓谷の先史時代の岩絵遺跡群がある。

## 経済
ノルテは西部地域で工業化が進んでいる。織物業、製靴業、食品加工業、精密化学工業、金融業、建設業が盛んである。しかし、ポルトガル国内では年間総生産が最も低い地方である。

## 地方自治体
- アルト・トラス・オス・モンテス
- アヴェ
- カヴァド
- ドゥロ
- エントレ・ドゥロ・エ・ヴォウガ
- グラン・ポルト
- ミーニョ・リマ
- タメガ